# Курма
Ку́рма (санскр. कूर्म) — вторая аватара (воплощение) из десяти индийского бога Вишну, принявшего образ черепахи, и в период которого произошло Пахтанье Молочного океана. Зародыш этого мифа встречается уже в «Яджурведе», но дальнейшее его развитие принадлежит послеведийской эпохе.

## История
Однажды слон Индры, царя девов, растоптал цветочную гирлянду, которую богу подарил риши по имени Дурваса. Узнав о происшедшем, Дурваса разгневался и проклял богов, вследствие чего они потеряли свою силу. В страхе девы обратились за помощью к Вишну, который приказал им пахтать молочный океан, используя в качестве мутовки или пестика гору Мандару. Также Вишну предложил девам попросить о помощи в пахтаньи океана асуров, а взамен дать им часть амриты, того нектара бессмертия, который они вместе должны были добыть. После начала процесса пахтанья Мандара стала погружаться внутрь океана, и тогда Вишну воплотился в черепаху и стал поддерживать гору. Как только появилась чаша с амритой, асуры тотчас забрали её себе, после чего Вишну принял образ прекрасной апсары и, соблазнив их, добился права самому распределять амриту между девами и асурами в том порядке, в каком он захочет. Раздав амриту богам, апсара исчезла. В последовавшей за этим битве победу одержали девы, а асуры были повержены.

## Значение образа черепахи
Образ черепахи в данном случае является символом Мироздания: две створки её панциря — Небо и Земля, пространство между ними — мир богов, природы и людей. Движения черепахи по втягиванию и выпусканию конечностей могут быть сопоставлены с деятельностью Творца Вселенной, выпускающего в самом начале из себя мир и затем вбирающего его обратно в мгновение всемирной катастрофы. А панцирь черепахи — визуальный образ круга сансары.

## В искусстве
В искусстве Курма-Вишну обычно пластически представлен несущим на свои плечах гору Мандару, вокруг которой обвился змей Ананта.